# Leptoseris amitoriensis
Leptoseris amitoriensis är en korallart som beskrevs av Veron 1990. Leptoseris amitoriensis ingår i släktet Leptoseris och familjen Agariciidae. IUCN kategoriserar arten globalt som nära hotad. Inga underarter finns listade i Catalogue of Life.